# Berlin-Staaken
Berlin-Staaken  est un quartier de Berlin, faisant partie de l'arrondissement de Spandau.

## Histoire
Avant la réforme de l'administration de 2001, il faisait déjà partie du district de Spandau.
Staaken a été rattaché à Spandau en 1920, au même moment où Spandau a intégré le Grand Berlin.
Durant la bataille de Berlin, l'armée rouge prit Staaken le 25 avril 1945. Après la guerre, le quartier fut partagé entre Soviétiques (partie occidentale avec Alt-Staaken, rattachée par la suite à la RDA) et Britanniques (partie orientale, restant au sein de Berlin-Ouest). L'aéroport a été utilisé par l'armée de l'air de l'Union soviétique. Il a été fermé au début des années 1950.
En 1959, un hôpital a été inauguré dans lequel la patineuse Katarina Witt est née en 1965.
En 1990, lors de la réunification allemande, Berlin retrouvant son unité et ses limites administratives d'avant-guerre, Staaken lui est de nouveau rattaché.

## Population
Le quartier comptait 44 937 habitants le 1er janvier 2017 selon le registre des déclarations domiciliaires, c'est-à-dire 4 129 hab./km2.

## Transports
Staaken compte deux gares régionales. La route Bundesstraße 5 traverse le quartier. Il avait aussi un aéroport qui a été utilisé par Lufthansa jusqu'à la Seconde Guerre mondiale puis jusqu'en avril 1945 par la Luftwaffe.
- Gare de Berlin-Staaken
- Gare de Berlin-Albrechsthof

## Galerie

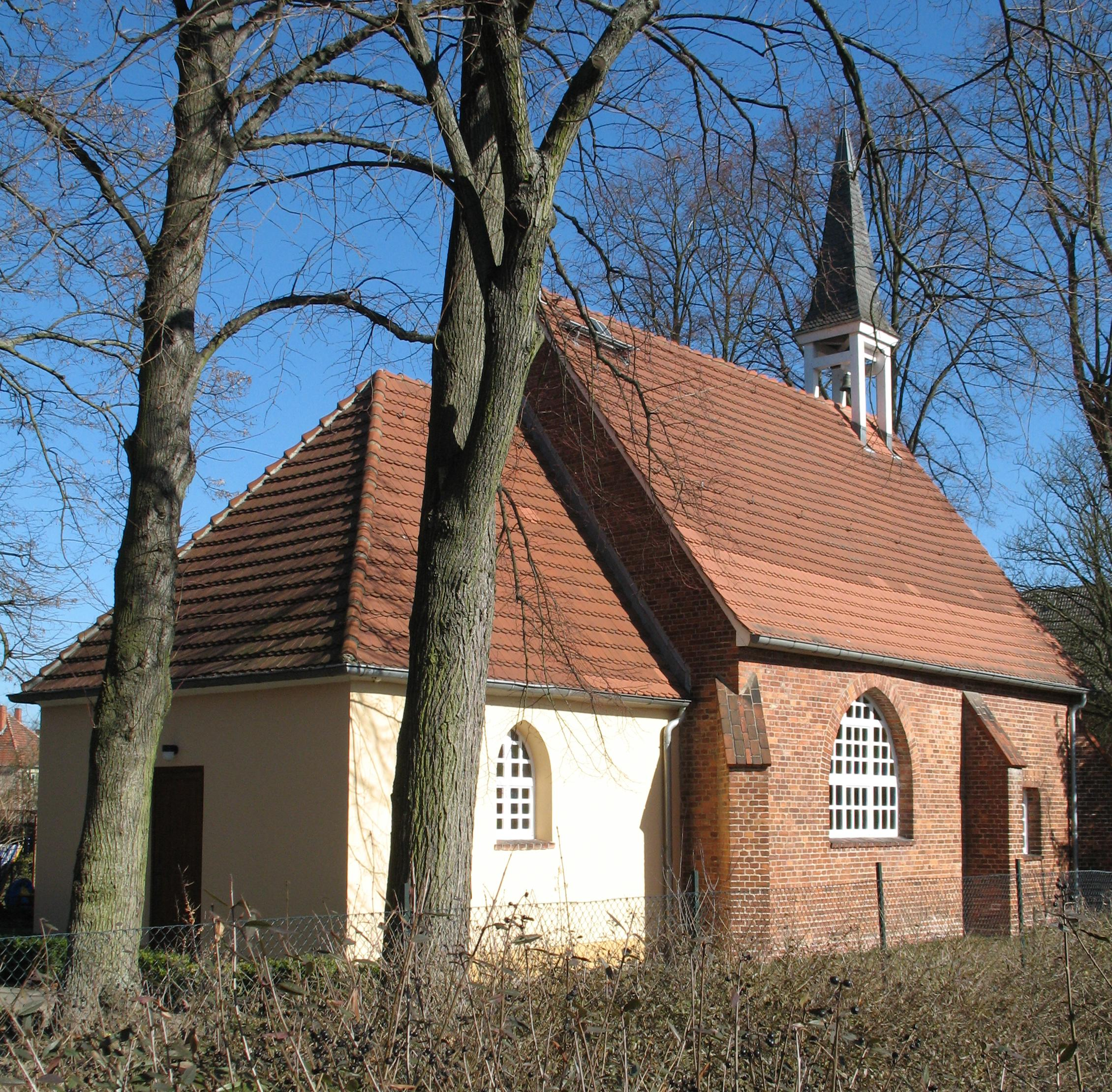
Église de la "Cité des Jardins" (Gartenstadt)
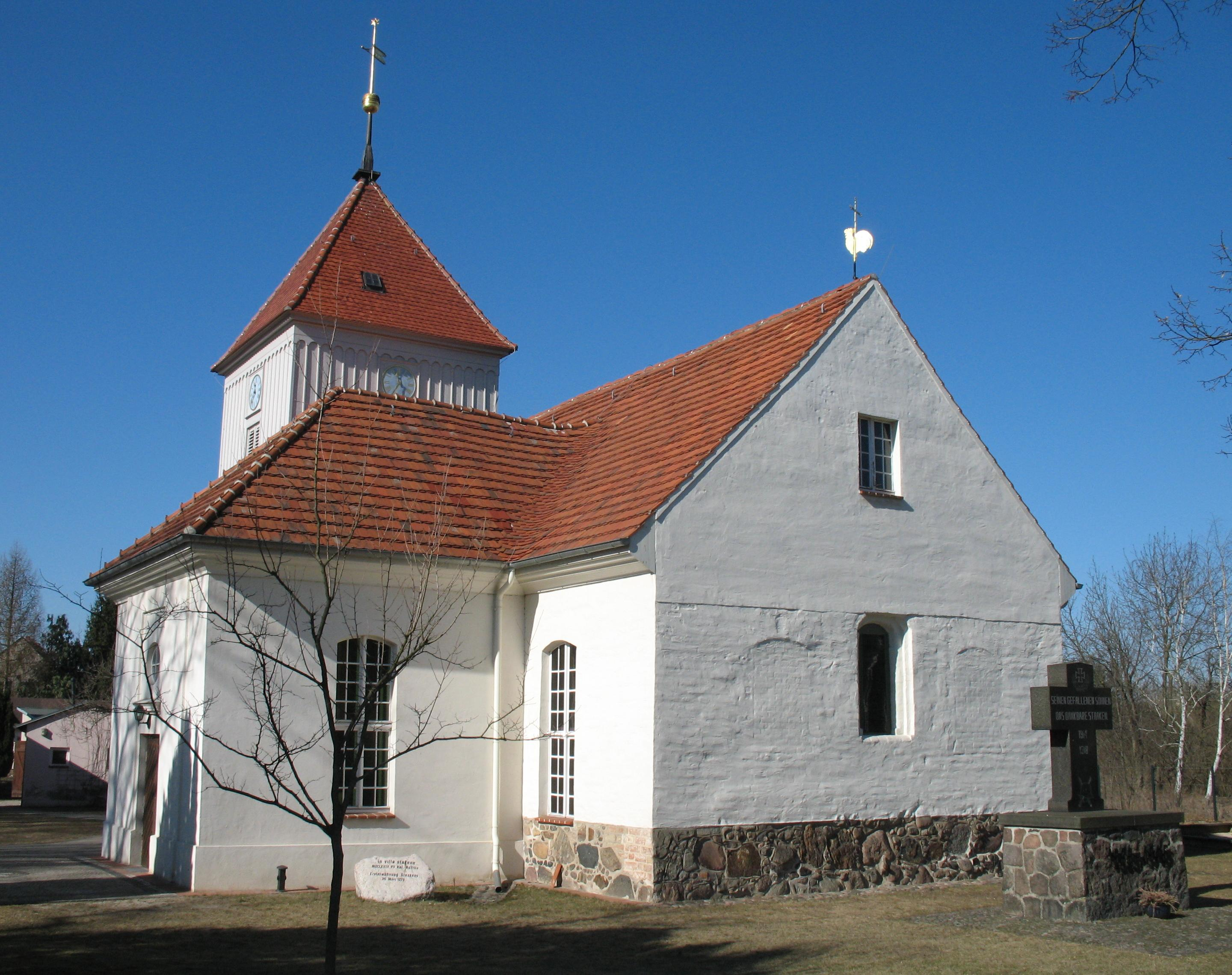
Église du village (Dorfkirche)